# زهره زرشناس
زهره زرشناس (متولد ۱۹آذر ۱۳۳۰ در تهران) زبان‌شناس، ایران‌شناس و باستان‌شناس ایرانی، استاد پژوهشگاه علوم انسانی و مطالعات فرهنگی و سردبیر نشریه زبان‌شناخت است. شهریار زرشناس برادر اوست.
سازمان صدا و سیمای جمهوری اسلامی ایران از شبکه چهار خود ۲ قسمت از مجموعه حکایت دل را با عنوان فرعی «بانوی سغد» به زندگی شخصی و کاری ایشان اختصاص داد که در آذر ۱۴۰۱ پخش شد.

## تحصیلات و فعالیت‌ها
او در سال ۱۳۵۷، دورهٔ کارشناسی ارشد و در سال ۱۳۶۵ دورهٔ دکتری رشتهٔ فرهنگ و زبان‌های باستانی را در دانشگاه تهران به پایان برد. زرشناس از سال ۱۳۵۷ عضو هیئت علمی فرهنگستان زبان ایران و پس از انقلاب، عضو هیئت علمی پژوهشگاه علوم انسانی و مطالعات فرهنگی بوده‌است. او تاکنون راهنمایی بیش از ۱۰۰ پایان‌نامهٔ تحصیلات تکمیلی را بر عهده داشته‌است. زرشناس با تألیف بیش از ۸۰ مقاله در مجلات علمی ایرانی و خارجی و تألیف ۱۰ کتاب، در سال ۱۳۸۰ موفق به کسب درجهٔ استادی شد. او عضو انجمن ایران‌شناسان اروپا (SIE)، انجمن زبان‌شناسی ایران و انجمن ایران‌شناسی ایران است.